# نوار موبیوس

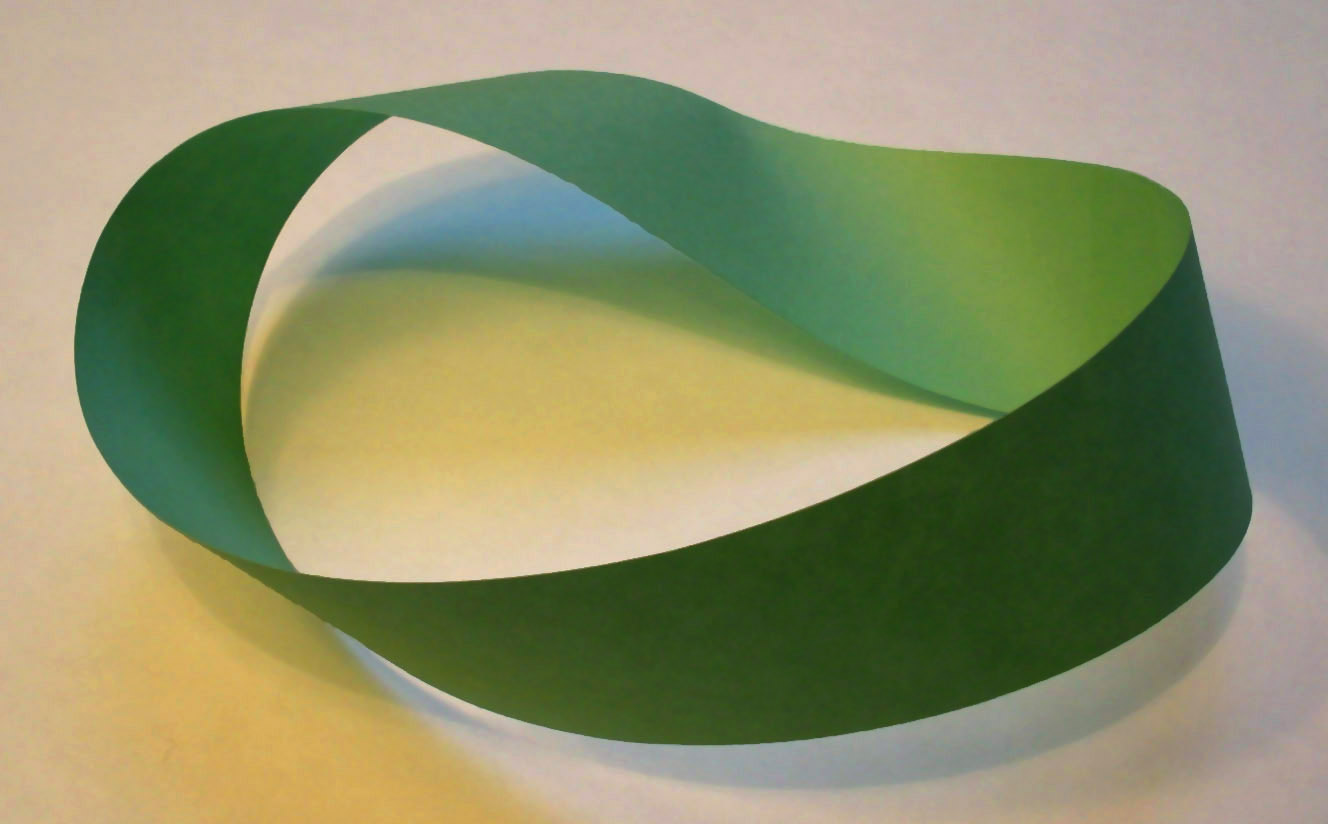
یک نوار موبیوس

نوار موبیوس نواری است که دو لبه آن بر هم قرار گرفته و حلقه‌ای را به وجود می‌آورد. البته باید یک لبه انتهایی قبل از اتصال به لبه دیگر نیم دور چرخانده شود. می‌توان بین هر دو نقطه از سطح این نوار، بدون قطع کردن لبهٔ آن، خط ممتدی کشید. بنابراین نوار موبیوس فقط یک سطح و فقط یک مرز (لبه) دارد. این نوار مستقلاً و به‌طور جداگانه توسط دو ریاضیدان آلمانی به نام‌های آگوست فردینانند موبیوس و جان بندیکت در سال ۱۸۵۸ کشف و به ثبت رسید.

## روش ساخت
ابتدایی‌ترین راه برای ایجاد این نوار، انتخاب یک نوار مستطیل شکل، دراز و نرمی است که آن را یک بار می‌پیچانیم و سپس دو انتهای آن را به هم متصل می‌کنیم. سطحی که به این ترتیب به دست می‌آید «نوار موبیوس» نامیده می‌شود .

## تعریف خاص ریاضی

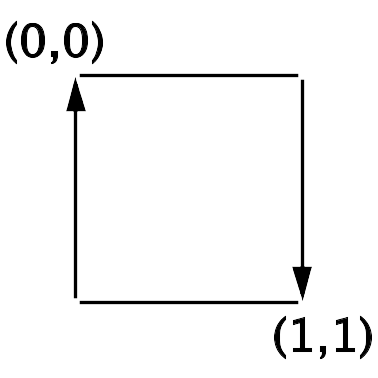
نوار موبیوس

دلیل «یک رویه بودن» این نوار آن است که در هر نقطه N از نوار موبیوس می‌توان دو بردار با جهت‌های مختلف رسم کرد که بر نوار موبیوس در این نقطه عمود باشد. این بردارها را قائم‌های نوار موبیوس در نقطه N می‌نامیم. یکی از این بردارها را انتخاب و نقطه N را به تدریج روی نوار موبیوس جابجا می‌کنیم. در این صورت بردار ما هم همراه با نقطه N جابجا می‌شود. بنابراین، روی نوار موبیوس چنان مسیر بسته‌ای وجود دارد که اگر قائمی این مسیر را روی سطح بپیماید، به جای این که به وضع نخستین خود برسد، روی برداری که در جهت مخالف وضع نخستین آن است قرار می‌گیرد.

## نکات جالب درباره نوار موبیوس
اگر با یک خودکار بر روی نوار موبیوس خطی در طول نوار بکشیم و ادامه دهیم این خط دوباره به نقطه شروع باز می‌گردد و هر دو طرف نوار خط کشیده می‌شود. نوار موبیوس مثالی از یک رویه بدون جهت (جهت ناپذیر) است.
نوار موبیوس خواص غیرمنتظره دیگری نیز دارد، به عنوان مثال هر گاه بخواهیم این نوار را در امتداد طولش ببریم به جای اینکه دو نوار به‌دست بیاوریم یک نوار بلندتر و با دو چرخش به‌دست می‏‌آوریم. همچنین با تکرار دوباره این کار دو نوار موبیوس در هم پیچ خورده به‌دست می‌آید. با ادامه این کار یعنی بریدن پیاپی نوار و در انتهای کار تصاویر غیر منتظره‌ای ایجاد می‌شود که به حلقه‌های پارادرومویک موسومند. همچنین اگر این نوار را از یک سوم عرض نوار ببریم در این حالت دو نوار موبیوس در هم گره شده با طول‌های متفاوت به‌دست می‌آوریم. تمامی این کارها به‌طور شهودی قابل اجرا هستند.
نوار موبیوس را می‌توان حالت خاصی از بطری کلاین دانست.
نوار موبیوس به نوعی می‌تواند به عنوان سمبل تعامل دوگانگی فرهنگی تلقی شود.